# Dracut (Massachusetts)
Dracut es un pueblo ubicado en el condado de Middlesex en el estado estadounidense de Massachusetts. En el Censo de 2010 tenía una población de 29.457 habitantes y una densidad poblacional de 531,77 personas por kilómetro cuadrado.

## Geografía
Dracut se encuentra ubicado en las coordenadas 42°40′47″N 71°18′2″O / 42.67972, -71.30056. Según la Oficina del Censo de los Estados Unidos, Dracut tiene una superficie total de 55.39 km², de la cual 53.44 km² corresponden a tierra firme y (3.53%) 1.95 km² es agua.

## Demografía
Según el censo de 2010, había 29.457 personas residiendo en Dracut. La densidad de población era de 531,77 hab./km². De los 29.457 habitantes, Dracut estaba compuesto por el 90.34% blancos, el 2.5% eran afroamericanos, el 0.14% eran amerindios, el 4.03% eran asiáticos, el 0.02% eran isleños del Pacífico, el 1.36% eran de otras razas y el 1.62% pertenecían a dos o más razas. Del total de la población el 3.9% eran hispanos o latinos de cualquier raza.